# Tiroir verbal
Ne doit pas être confondu avec Temps (grammaire).
 (mai 2022).
Si vous disposez d'ouvrages ou d'articles de référence ou si vous connaissez des sites web de qualité traitant du thème abordé ici, merci de compléter l'article en donnant les références utiles à sa vérifiabilité et en les liant à la section « Notes et références ».
En grammaire, un tiroir verbal est un sous-ensemble de formes de la conjugaison pour lequel tous les traits grammaticaux caractéristiques du verbe sont spécifiés – à l'exclusion des traits partagés avec les autres parties du discours comme la personne, le nombre ou le genre. Cela correspond à ce que la grammaire scolaire traditionnelle appelle un temps verbal.
Un tiroir verbal constitue donc un paradigme à l'intersection de plusieurs traits grammaticaux spécifiques du verbe, lesquels varient selon les langues considérées : temps, aspect, mode, voix…

## Tiroir et temps verbal
Le terme de « tiroir » a été introduit par Jacques Damourette et Édouard Pichon dans leur ouvrage Des mots à la pensée : essai de grammaire de la langue française, composé entre 1911 et 1940 dans un style et une terminologie très particuliers. Il a été repris depuis dans le discours linguistique francophone pour sa capacité à désigner commodément cette notion sans évoquer nécessairement la temporalité, qui ne décrit pas de façon satisfaisante la valeur des tiroirs verbaux. Ainsi par exemple en français, le « présent » peut être utilisé comme présent de narration pour décrire un évènement passé (le 2 décembre 1805, Napoléon remporte la victoire à Austerlitz), le « futur » peut être employé pour donner un ordre (Tu répareras la clôture), etc.
Par suite, la notion de temps grammatical a pris en linguistique une valeur distincte de celle du temps de la grammaire scolaire traditionnelle, en désignant spécifiquement un des traits grammaticaux du verbe, susceptibles d'entrer dans la caractérisation d'un tiroir.

## Exemple de tiroir verbal
En français, l’indicatif plus-que-parfait actif compose un tiroir verbal à l'intersection des traits grammaticaux suivants :
- temps : passé
- aspects : sécant et accompli
- mode : indicatif
- voix : actif

Pour le verbe manger, il comporte ainsi les formes suivantes :
- j’avais mangé
- tu avais mangé
- il / elle avait mangé
- nous avions mangé
- vous aviez mangé
- ils / elles avaient mangé

L’indicatif passé simple actif compose un tiroir verbal à l'intersection des traits grammaticaux suivants :
- temps : passé
- aspects : non sécant ou global et inaccompli
- mode : indicatif
- voix : actif

Pour le verbe manger, il comporte ainsi les formes suivantes :
- je mangeai
- tu mangeas
- il / elle mangea
- nous mangeâmes
- vous mangeâtes
- ils /elles mangèrent